# Operatie Varsity
Operatie Varsity was een geallieerde luchtlandingsoperatie die plaats had op 24 maart 1945. Meer dan zestienduizend parachutisten en enkele duizenden vliegtuigen namen deel aan de actie onder leiding van veldmaarschalk Bernard Montgomery die als doel had het noordelijk deel van de Rijn over te steken en vandaar uit Noord-Duitsland in te trekken.

## Achtergrond
In maart 1945 waren de geallieerden ver in Duitsland opgerukt en hadden de oevers van de Rijn bereikt. De rivier was de laatste grote natuurlijke barrière die de geallieerden verhinderde om op te rukken naar de Noord-Duitse Laagvlakte en vandaar uit naar Berlijn en andere grote steden in Noord-Duitsland. Op 7 maart hadden de geallieerden al een brug in het zuidelijker gelegen Remagen ingenomen. In lijn met de "brede frontbenadering" van generaal Dwight David Eisenhower werd besloten dat gepoogd werd de Rijn op een aantal plaatsen over te steken. Veldmaarschalk Bernard Montgomery, die leiding gaf aan de gecombineerde Brits-Canadese 21e Legergroep, ontwierp Operatie Plunder, waarbij het Britse 2e Leger onder leiding van luitenant-generaal Miles Dempsey en het Amerikaanse 9e Leger onder leiding van luitenant-generaal William Hood Simpson de Rijn zouden oversteken bij Rees, Wezel en het gebied ten zuiden van een kanaal bij Lippe.
Om de campagne tot een succes te brengen werd er besloten ten oosten van de Rijn luchtlandingstroepen in te zetten. Dit onderdeel van Operatie Plunder kreeg de codenaam Operatie Varsity. Voor deelname werd de Britse 6e Luchtlandingsdivisie en de twee Amerikaanse divisies, de 13e en de 17e Luchtlandingsdivisie, ingepland. De 6e Luchtlandingsdivisie, aangevoerd door majoor-generaal Eric Bols, had meegedaan aan Operatie Overlord. Voor de 17e Luchtlandingsdivisie, met majoor-generaal William Miley aan het hoofd, was dit de eerste keer dat zij bij een gevechtsactie als luchtlandingstroepen werden ingezet, hoewel ze eerder had deelgenomen aan gevechten in de Ardennen. Alleen de 13e Luchtlandingsdivisie van majoor-generaal Eldridge Chapman had geen gevechtservaring. Zij was in 1945 naar Frankrijk overgebracht.
In de eerste opzet van het plan was opgenomen dat drie luchtlandingsdivisies achter de vijandelijke linies werden gedropt, terwijl tegelijkertijd het 2e Leger de Rijn overstak. De deelname van de 13e Luchtlandingsdivisie werd  geschrapt, toen bleek dat er te weinig vliegtuigen beschikbaar waren. De twee overgebleven divisies zouden bij het plaatsje Hamminkeln worden gedropt. Een van de doelen was de inname van het Diersfordter Wald, een bos dat uitzag over de Rijn en waar verschillende wegen bij elkaar kwamen, die de stadjes in de regio met elkaar verbonden. Met de inname kon worden voorkomen dat de Duitse artillerie het oprukkende 2e Leger onder vuur nam. Bovendien lagen er meerdere bruggen over de rivier Issel die van pas zouden komen bij de verdere opmars.
Operatie Varsity was de grootste eendaagse luchtlandingsoperatie tijdens de oorlog. De troepen zouden pas gedropt worden nadat de amfibische aanval op de Rijn was ingezet. Bovendien was de afstand tot de eigen linies klein, waardoor een debacle zoals bij Operatie Market Garden, waarbij de 1e Luchtlandingsdivisie praktisch vernietigd werd, zou worden voorkomen. Ook was het bedoeling dat beide divisies tegelijkertijd gedropt zouden worden, om maximaal te profiteren van het verrassingseffect.
Het aantal Duitse divisies aan het westelijke front liep op dat moment snel terug, zowel in numeriek aantal als kwalitatief. Montgomery had meer dan dertig divisies onder zich. De Duitsers konden daar ongeveer tien divisies tegenover stellen, die vaak al zware verliezen hadden geleden. De sterkste Duitse legerafdeling was het 1e Parachutistenleger, hoewel die veel slagkracht had verloren tijdens de Slag om het Reichswald. De zeven divisies die het 1e Parachutistenleger vormden hadden een tekort aan mankracht en munitie. Zij zaten goed ingegraven, maar hadden weinig mobiele reserves, waardoor ze niet snel konden reageren in het geval een van een geallieerde aanval. De Duitsers beschikten over ongeveer honderdvijftig pantservoertuigen.
De geallieerde schatten dat het 47e Pantserkorps, bestaande uit de 116e Pantserdivisie en de 15e Pantsergrenadierdivisie, ongeveer vijfentachtig tanks in het veld kon brengen. Wel was er ruime beschikking over luchtdoelwapens.

## De aanval
De week voor de aanval vonden er massale luchtaanvallen plaats, waarbij de geallieerden zich concentreerden op het Duitse transportsysteem en de vliegvelden van de Luftwaffe. De Duitsers beschikten nauwelijks over betrouwbare inlichtingen, hoewel er rekening werd gehouden met een geallieerde poging de Rijn over te steken. Pas toen Britse ingenieurs langs de Rijn vanaf Emmerich naar het zuiden een bijna honderd kilometer lang rookgordijn optrokken, wisten de Duitsers dat de aanval zou beginnen.
Operatie Plunder begon om 9 uur 's avonds op 23 maart. In de eerste uren van de ochtend was op een aantal plaatsen de Rijn overgestoken. In de uren daarna stegen vanaf vliegvelden in Frankrijk en Engeland de vliegtuigen op met aan boord de luchtlandingstroepen. Ze verzamelden boven Brussel en vlogen vandaar naar de droppingszones. Voor het vervoer van de 17e Luchtlandingsdivisie werden 836 C-47 Skytrain, 72 Curtiss C-46 Commando's en negenhonderd Waco-gliders. De Britse 6e Luchtlandingsdivisie werd overgebracht in 42 C-54 Skymasters, 752 Dakota's, aangevuld met 420 Horsa-gliders en General Aircraft Hamilcar-gliders. Ze werden beschermd door meer dan tweeduizend jachtvliegtuigen.

### 6e Parachutistendivisie
Het eerste onderdeel dat landde was de 3e Parachutistenbrigade onder leiding van brigadegeneraal James Hill. De brigade landde om 9.51 uur, negen minuten eerder dan gepland. Bij het Diersfordter Wald kwam het tot gevechten, maar een uur na de landing was dropzone veilig gesteld. Het stadje Schnappenberg werd door het 9e Parachutistenbataljon, samen met het 1e Canadese Parachutistenbataljon, ingenomen. De leider van dat bataljon, luitenant-kolonel Jeff Nicklin werd vrijwel direct na de landing gedood.
De 5e Parachutistenbrigade onder leiding van brigadegeneraal Nigel Poelt was de tweede eenheid die voet aan de grond zette. Door slecht zicht bereikte niet iedereen de droppingszone. Die droppingszone lag onder zwaar granaat- en mortiervuur, waardoor er een aantal slachtoffers vielen. De droppingszone werd snel schoon geveegd en rond half vier in de middag had de brigade al haar doelen bereikt.
De 6e Luchtlandingsbrigade met brigadegeneraal Hugh Bellamy kreeg te maken met zwaar luchtafweergeschut. Een deel van de gliders crashte of kwam op de verkeerde plek neer. Toch wist een meerderheid de landingszone te bereiken, waarna het stadje Hamminkeln werd ingenomen, met hulp van Amerikaanse parachutisten die op de verkeerde plek uit het vliegtuig waren gezet. Ook drie bruggen over de rivier Issel werden veroverd op de Duitsers.

### 17e Luchtlandingsdivisie
Het 507e Parachutisten Infanterieregiment was het eerste te landen regiment van de 17e Luchtlandingsdivisie. Het regiment moest in droppingszone W worden afgezet, drie kilometer ten noorden van Wezel. Door grondnevel vergiste een deel van de piloten zich en zevenhonderd man, met daarbij regimentshoofd kolonel Edson Raff, kwam op de verkeerde plaats neer, namelijk ten noordwesten van Diersfordt. Zij bereikten de droppingszone, maar niet voordat ze een hele artilleriebatterij uitschakelden.
Het 513e Parachutisten Infanterieregiment was de tweede eenheid die arriveerde. Deze eenheid verloor maar liefst tweeëntwintig C-46 transportvliegtuigen door Duits afweerschut. Nog eens achtendertig transportvliegtuigen raakten beschadigd. Daar bovenop kwam dat de eenheid bij de verkeerde dropzone werd afgezet, namelijk die waar de Britse 6e Luchtlandingsbrigade op hetzelfde moment landde. Toch wisten de Amerikanen snel een aantal artilleriebatterijen uit te schakelen, waarna een gecombineerde Brits-Amerikaanse troepenmacht het stadje Hamminkeln bestormde en innam. Om 2 uur in de middag waren alle doelen behaald.
Het 194e Glider Infanterieregiment, met kolonel James Pierce aan het hoofd, landde met hun gliders tussen een aantal Duitse artilleriebatterijen die op dat moment vuurden op geallieerden eenheden die de Rijn overstaken. Ook hier werd een relatief hoog aantal transportvliegtuigen en gliders getroffen. Toch slaagde het regiment er in de batterijen uit te schakelen en haar doelen te behalen. In totaal werden tweeënveertig artilleriestukken en tien tanks uitgeschakeld.

## Nasleep
Operatie Varsity werd na afloop beschouwd als een succes. De luchtlandingstroepen behaalden alle doelen binnen enkele uren. De bruggen over de Issel waren veilig gesteld, het Diersfordter Wald was vrij van vijandelijke elementen, de stad Hammelink was snel ingenomen, evenals alle wegen waarlangs een snelle Duitse tegenaanval had kunnen plaatsvinden. In de nacht van 24 maart maakte de Schotse 15e Infanteriedivisie verbinding met eenheden van de 6e Luchtlandingsdivisies. Drie dagen later waren er al twaalf provisorische bruggen over de Rijn aangelegd en twaalf divisies waren al zestien kilometer landinwaarts opgerukt. In de dagen en weken daarna stortte het front verder in.
Het aantal slachtoffers aan geallieerde zijde was relatief hoog, hoewel lager dan verwacht. De 6e Luchtlandingsdivisie verloor 1400 van haar 7220 manschappen door dood, verwonding of vermissing. Bij de 17e Luchtlandingsdivisie ging het om 1300 van de 9650 mannen die meededen aan de operatie. In totaal gingen zesenvijftig vliegtuigen verloren. Beide divisies samen maakten ongeveer vijfendertighonderd Duitse krijgsgevangenen. Achteraf werd geconcludeerd dat veel slachtoffers waren gevallen omdat de aanval overdag plaats vonden. Daardoor waren de langzaam dalende gliders een makkelijk doelwit geweest voor de Duitse artillerie.
Verschillende historici beschreven de operatie later ook als een succes. Volgens Brian Jewell was er lering getrokken uit Operatie Market Garden door de luchtlandingseenheden geconcentreerd en op het zelfde moment in te zetten, waardoor de verdedigers weinig tijd hadden zich te herstellen. Bovendien werden de parachutisten dicht bij de eigen linies afgezet, waardoor ze snel konden worden afgelost.
Andere historici waren kritischer op Operatie Varsity. Zo stelde James Huston dat als dezelfde middelen op de grond waren ingezet de opmars richting het oosten wellicht nog sneller was verlopen dan nu het geval was.